# 柳且乡
柳且乡，是中华人民共和国四川省凉山彝族自治州昭觉县曾经下辖的一个乡。2021年1月12日，撤销柳且乡，其所属行政区域为四开镇的行政区域。

## 行政区划
柳且乡撤销前下辖以下地区：
柳且村、柳恩马打村、合觉村、阿波洛村、阿堵瓦呷村、四克格五村和海普洛呷村。